# Sofroniusz Wraczański
Sofroniusz, imię świeckie Stojko Władisławow (ur. 1739 w Kotelu, zm. ok. 1813) – bułgarski duchowny prawosławny, biskup Wracy. Święty prawosławny. Autor zbiorów kazań, pouczeń moralnych oraz autobiografii; jeden z głównych twórców okresu bułgarskiego odrodzenia narodowego.

## Życiorys
Urodził się w rodzinie zamożnych handlarzy bydłem. Według opracowań hagiograficznych był uczniem późniejszego świętego mnicha Paisjusza Chilendarskiego. Święcenia kapłańskie przyjął w 1762. W 1765, będąc proboszczem w rodzinnej miejscowości, jako pierwszy przepisał opracowaną przez Paisjusza Słowianobułgarską historię. Sporządzoną kopię przechowywał w cerkwi parafialnej, udostępniając ją wszystkim chętnym. Równolegle zajmował się pracą dydaktyczną. Nauczał w szkole prowadzonej przez mnichów z miejscowego klasztoru, posługując się językiem bułgarskim w miejsce wprowadzanego przez wyższą hierarchię greckiego (dominującego wśród biskupów Patriarchatu Konstantynopolitańskiego działających na ziemiach bułgarskich). Stojko Władisławow stawiał sobie za cel swojej działalności oświecenie narodu, przełamanie izolacji kulturalnej Bułgarów i zapoznanie się z dorobkiem kulturalnym i naukowym Europy. Cel ten realizował poprzez działalność dydaktyczną oraz pisarską. 
W 1794 dotychczasowy proboszcz parafii w Kotelu zakupił za 55 kesij godność biskupa wraczańskiego. Przed chirotonią biskupią musiał złożyć wieczyste śluby mnisze; w czasie postrzyżyn przyjął nowe imię Sofroniusz. Następnie został wyświęcony na biskupa w jurysdykcji Patriarchatu Konstantynopolitańskiego; jako hierarcha kontynuował dotychczasową działalność, występował przeciwko nadużyciom administracji tureckiej i apelował o szersze dopuszczenie Bułgarów do obejmowania katedr biskupich na ziemiach bułgarskich. Dodatkowym problemem byli dla niego żołnierze Pazvantoğlu oraz kyrdżałowie, grasujący na terenie jego eparchii. W rezultacie sporów z Turkami i greckimi biskupami w 1800 został przymusowo osadzony w Widyniu, gdzie przebywał dwa lata. Odsunięty od zarządzania eparchią, całkowicie skupił się na pracy pisarskiej. Do 1802 opracował dwa zborniki; pierwszy z nich zawierał cykl pouczeń duchowych i kazań, podczas gdy drugi zbierał spostrzeżenia i uwagi o charakterze moralnym, w mniejszym stopniu koncentrując się na treściach typowo religijnych. Zdaniem Dąbek-Wirgowej treść zaleceń Sofroniusza została zainspirowana głównie przez dwa źródła: bajki Ezopa oraz pracę Ambrożego Marliana Theatrum politicum, którą Sofroniusz tłumaczył na język bułgarski. W zbornikach biskup wzywał do zachowania ideałów chrześcijańskich przy równoczesnym podkreślaniu konieczności kształcenia: stawiał za przykład szkoły działające w Europie Zachodniej, krytykując wypaczenia, do których dochodziło w wielu bułgarskich monasterach (np. lenistwo zakonników). Całość opracował w języku bułgarskim, z naleciałościami cerkiewnosłowiańskimi, chcąc dotrzeć do jak największej liczby czytelników.
W 1803 uzyskał możliwość wyjazdu do Bukaresztu. W 1806, dzięki pomocy finansowej grupy bogatych kupców, zdołał wydrukować swój zbiór kazań zatytułowany Kiriakodromion czyli Niedzielnik. Była to pierwsza drukowana książka w języku nowobułgarskim, która trafiła na ziemie bułgarskie; w związku z tym szybko zyskała ogromną popularność mimo faktu, że treściowo nie wyróżniała się spośród wielu powstających w tym okresie tomów homilii. W społeczeństwie dzieło było potocznie znane jako Sofronije, od imienia zakonnego autora. Duchowny nawiązał również kontakt z dyplomatami carskimi, którzy uznali go za przedstawiciela wszystkich Bułgarów; bezskutecznie podejmował rozmowy na rzecz oderwania ziem bułgarskich od Turcji i ich inkorporacji przez prawosławne Imperium Rosyjskie.
Około 1805 Sofroniusz napisał swoją autobiografię, zatytułowaną Żywot i cierpienia grzesznego Sofroniusza (w innym przekładzie tytułu: Żywot i męka..., oryg. Житие и страдания грешнаго Софрония), którą częściowo oparł na schemacie średniowiecznych żywotów świętych, rezygnując jednak z patetycznego tonu i w barwny sposób prowadząc narrację. Całość napisał prostym, ludowym językiem.
Zmarł ok. 1813.

## Kult
31 grudnia 1964 został kanonizowany przez Bułgarski Kościół Prawosławny, jego wspomnienie przypada 11/24 marca. Na ikonach jest ukazywany w szatach biskupich, z żezłem w lewej dłoni, z prawą uniesioną w geście błogosławieństwa.